# 大寨镇 (巧家县)
大寨镇，是中华人民共和国云南省昭通市巧家县下辖的一个镇。

## 行政区划
大寨镇下辖以下地区：
大寨村、哆车村、车坪村、山店村、官村、药峰村、小寨村、小田村、海口村、松坪村和安居村。